# Гаузен (Нижня Баварія)
Гаузен (нім. Hausen) — громада в Німеччині, знаходиться в землі Баварія. Підпорядковується адміністративному округу Нижня Баварія. Входить до складу району Кельгайм. Складова частина об'єднання громад Лангквайд.
Площа — 34,68 км2. Населення становить 2172 ос. (станом на 31 грудня 2020).

## Галерея

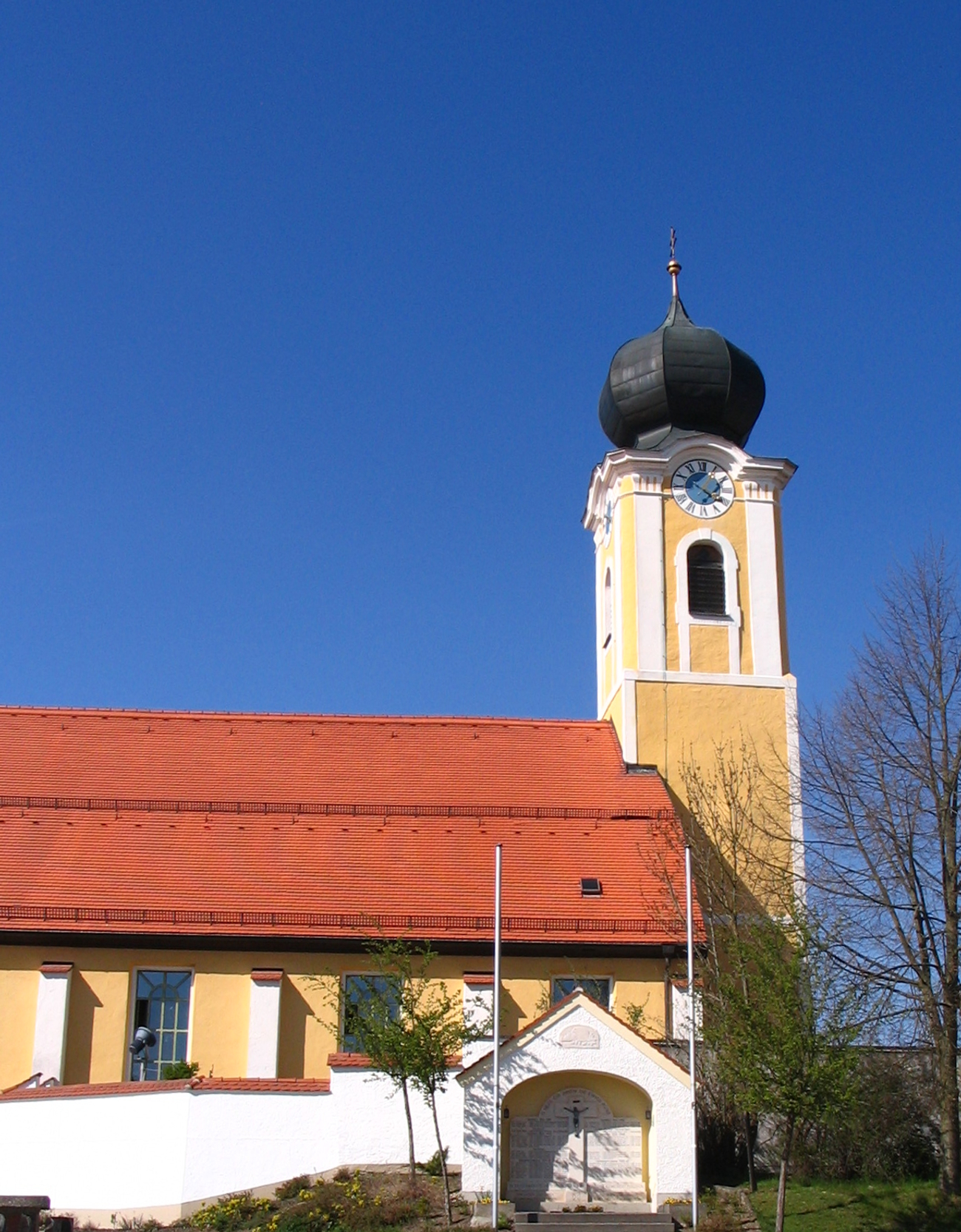